# 26896 Йозефхудес
26896 Йозефхудес (26896 Josefhudec) — астероїд головного поясу, відкритий 29 липня 1995 року.
Тіссеранів параметр щодо Юпітера — 3,605.